# Théorème de König-Huygens
Pour les articles homonymes, voir Théorème de König.
En statistiques et en théorie des probabilités, le théorème de König-Huygens est une identité remarquable reliant la variance et la moyenne.

## Énoncé en probabilités
Le théorème de König-Huygens s'énonce de la façon suivante :
Théorème — Pour toute variable aléatoire réelle X qui admet un moment d'ordre 2, on a :
{\displaystyle \operatorname {Var} (X)\equiv \mathbb {E} \left[(X-\mathbb {E} [X])^{2}\right]=\mathbb {E} [X^{2}]-\mathbb {E} [X]^{2}}.

## Énoncé en statistiques
Ce théorème peut également s'appliquer pour une décomposition de la formule de la variance empirique.
Théorème — On a : {\displaystyle {\frac {1}{n}}\sum _{i=1}^{n}\left(x_{i}-{\overline {x}}\right)^{2}=\left({\frac {1}{n}}\sum _{i=1}^{n}x_{i}^{2}\right)-{\overline {x}}^{2}}

### Généralisation
Cette formulation est en fait un cas particulier d'une identité plus générale.
Identité — On a :
{\displaystyle {\frac {1}{n}}\sum _{i=1}^{n}(X_{i}-a)^{2}={\frac {1}{n}}\sum _{i=1}^{n}(X_{i}-{\bar {X}})^{2}+({\bar {X}}-a)^{2}}
En passant le deuxième terme de droite à gauche et en prenant a = 0 on retrouve la formule de la variance montrée plus haut :
{\displaystyle {\frac {1}{n}}\sum _{i=1}^{n}(X_{i}-{\bar {X}})^{2}={\frac {1}{n}}\sum _{i=1}^{n}(X_{i}-a)^{2}-({\bar {X}}-a)^{2}}
Et donc si  a = 0, {\displaystyle {\frac {1}{n}}\sum _{i=1}^{n}(X_{i}-{\bar {X}})^{2}={\frac {1}{n}}\sum _{i=1}^{n}(X_{i})^{2}-({\bar {X}})^{2}}

### Relation avec la fonction de Leibniz
Ce théorème est un cas particulier de simplification de la fonction scalaire de Leibniz concernant des barycentres.
En effet, la moyenne m est le barycentre du système pondéré {\displaystyle \{(x_{i},n_{i})\}_{i=1...k}}. La simplification de la fonction scalaire de Leibniz donne pour le système {\displaystyle \{(A_{i},a_{i})_{i=1...k}\}} de barycentre G :
{\displaystyle \sum _{i=1}^{k}a_{i}AA_{i}^{2}=\sum _{i=1}^{k}a_{i}GA_{i}^{2}+\left(\sum _{i=1}^{k}a_{i}\right)GA^{2}}
En remplaçant G par m, A par m', ai par ni et Ai par xi, on obtient
{\displaystyle \sum _{i=1}^{k}n_{i}(x_{i}-m')^{2}=\sum _{i=1}^{k}n_{i}(x_{i}-m)^{2}+n(m'-m)^{2}}
Ce qui est, à un facteur n près et à l'ordre près, la formule précédente.

## Énoncé enmécanique(Théorème d'Huygens)
Soit un système de k points matériels Ai, de masses respectives mi,  de masse totale M , de centre de masse G  et un point A distant de d du point G. Le théorème de transport ou théorème de Huygens ou théorème de Steiner donne JA le moment d'inertie du système par rapport à A en fonction de JG le moment d'inertie du système par rapport à {\displaystyle G} :
avec
{\displaystyle J_{A}=\sum _{i=1}^{k}m_{i}AA_{i}^{2},\quad J_{G}=\sum _{i=1}^{k}m_{i}GA_{i}^{2},\quad M=\sum _{i=1}^{k}m_{i},\quad d^{2}=GA^{2}.}

## Référence
(en) Alexander M. Mood, Franklin A. Graybill et Duane C. Boes, Introduction to the Theory of Statistics, New Delhi, Tata McGraw-Hill, 2001 (ISBN 978-0-07-042864-5, LCCN 73000292), p. 564